# فيلودوس أليف الصخر
فيلودوس أليف الصخر (الاسم العلمي:Phyllodoce saxicola) هو نوع من الحلقيات يتبع جنس الفيلودوس من فصيلة الفيلودوسات.